# Joan Vernet i Ginés
Joan Vernet i Ginés (Barcelona, 31 de juliol de 1923 - Barcelona, 23 de juliol de 2011) fou un insigne arabista català.

## Biografia
De la seva educació secundària, ell mateix reconeixeria l'influx que van tenir les lliçons de la professora Maria Comas i el Dr. Febrer, a qui deu els primers coneixements d'astronomia matemàtica. El 1943, i treballant a la Biblioteca de l'Ateneu de Barcelona, va caure a les seves mans l'Assaig d'història de les idees físiques i matemàtiques a la Catalunya medieval de Josep Maria Millàs i Vallicrosa, la qual cosa decidirà la seva especialització cap a l'arabisme.
Després de finalitzar la seva llicenciatura a la Universitat de Barcelona (1946), va fer el seu primer viatge al Marroc com a professor al Centre Oficial d'Ensenyament Mitjà d'Alcazarquivir. Es va doctorar en Filosofia i Lletres en la Universitat Central de Madrid (1948) amb una tesi sobre Ibn al-Bannà i posteriorment va ser nomenat professor adjunt en l'assignatura d'Història de la Ciència Àrab en la Universitat de Barcelona, on va arribar a ser catedràtic de Llengua i Literatura Àrabs (1954-1987). Dins d'aquesta universitat, va assistir a la separació dels departaments d'Àrab i Hebreu (1966); va treballar amb Llorenç Guilera, director del Laboratori de Càlcul, en el projecte pioner a Europa de catalogació de biblioteques (1970); i va col·laborar amb Carles Simó i Teresa Martínez Sáez en el projecte d'un programa per a l'anàlisi morfològica automàtica de textos semítics.
Al llarg de la seva carrera va donar conferències a Teheran, Damasc, Tunísia, Algèria, Marroc, Edimburg, París, Amsterdam, Brussel·les, Bonn, Tübingen, Frankfurt, Ginebra, Moscou, Atenes, Copenhaguen, Budapest, Buenos Aires, Roma, Berkeley, etc.

## Aportacions
Joan Vernet va ser un dels principals promotors dels estudis especialitzats en ciència àrab i en l'evolució de la ciència medieval (especialment l'astronomia i la cartografia nàutica) i renaixentista, temes que va sistematitzar magistralment en nombrosos llibres (39) i articles (més de 300).
D'entre les seves línies de recerca, les més destacables són: l'estudi de l'obra científica de Llorenç Presas i Puig, la identificació de l'original àrab del cèlebre Flores Astrologiae d'Albumasar, la descripció del panorama científic d'al-Àndalus dels segles viii i ix o els seus estudis sobre l'islam que inclouen la seva dimensió històrica, la traducció de l'Alcorà, la biografia de Mahoma.
En la seva docència, Vernet va dirigir al grup barceloní d'historiadors de la ciència medieval fundat per Josep Maria Millàs i Vallicrosa que, a principis dels setanta, va donar lloc a l'institut amb el seu mateix nom i, al costat del seu alumne Julio Samsó Moya, tindrà a la revista Suhayl (2000) com a publicació.

## Altres càrrecs i reconeixements
També fou membre de l'Acadèmia de Bones Lletres de Barcelona des del 1959, així com vicepresident de l'Académie Internationale d'Histoire des Sciences de París el 1969-1972; director successor de Jaume Vicens i Vives de l'Índice histórico español (1960-63); de la Comissió Científica del CSIC (1978); de la Institució Milà i Fontanals (CSIC), de la qual va ser director (1980-85); membre de la Reial Acadèmia de la Història des del 1981, de l'Acadèmia de Ciències de Barcelona des del 1986, de l'Institut d'Estudis Catalans des del 1980, de l'Academia de Ciencias de Madrid el 1976, de l'Acadèmia de Bagdad el 1985 i honorari de la Royal Asiatic Society de Londres el 1986.
Col·laborà en nombroses revistes com Al-Andalus, Oriens, Archives Internationales d'Histoire des Sciences i Mathematical Review, també a l'Encyclopédie de l'Islam i al Dictionary of scientific biography. Traduí de l'àrab al castellà i al català i s'especialitzà en l'estudi del món àrab i en l'evolució de l'astronomia i la cartografia nàutica renaixentista.

## Premis
Va rebre, entre altres reconeixements:
- Medalla Monturiol (1985)
- Placa d'Honor del Govern Andorrà (1985)
- Medalla George Sarton (1991)
- Premi Menéndez Pidal (1993)
- Medalla Alexandre Koyré (1995, compartida amb Julio Samsó i tot l'equip d'historiadors de la ciència medieval de l'Institut Millàs Vallicrosa)
- Premi Sharjah de Cultura Àrab (2004)

El 2002 li fou atorgada la Creu de Sant Jordi.
Morí el 23 de juliol de 2011 a Barcelona, als 87 anys.

## Obres

### Traduccions
- El Corán (1953, nova traducció el 1963) Plaza & Janés, 2001.
- Las mil y una noches, Barcelona, Círculo de Lectores, 2006.

### Selecció d'obres
- Literatura árabe, Barcelona, El Acantilado, 2002.
- Astrología y astronomía en el Renacimiento: la revolución copernicana, Barcelona, El Acantilado, 2000 ISBN 84-95359-11-1. Estudia la influència de l'astronomia àrab en Copèrnic.
- Historia de la ciencia española, Barcelona, Alta Fulla, 1998. ISBN 84-7900-094-5
- La cultura hispanoárabe en Oriente y Occidente. Ariel, 1978. ISBN 84-344-7807-2, publicada posteriormente como Lo que Europa debe al Islam de España,Barcelona : El Acantilado, 1999. ISBN 84-930657-2-2
- Estudios sobre Historia de la Ciencia Medieval, Barcelona, Universidad de Barcelona, 1979.
- El Islam y Europa, Barcelona, El Albir, 1982.
- La ciencia en al-Andalus, Sevilla : Editoriales Andaluzas Unidas, 1986. ISBN 84-7587-081-3
- Mahoma.  Barcelona: Planeta De Agostini, 1994. 84-395-4049-3.
- Los orígenes del Islam, Barcelona. Barcelona : El Acantilado, 2001. ISBN 84-95359-62-6
- De 'Abd al-Rahman I a Isabel II, Barcelona, Universidad de Barcelona, 1989.